# Fernon Wibier
Fernon Wibier, né le 25 février 1971 à Dedemsvaart, est un ancien joueur de tennis professionnel néerlandais.
Il a remporté un tournoi ATP en double à Rosmalen en 1994 et a atteint trois autres finales. Sur le circuit Challenger, il a remporté 5 tournois en double : Rogaška, Andorre, Lexington, Szczecin et Neumünster.
En simple, il a été 4 fois finaliste en Challenger. Dans les tournois ATP, il a notamment atteint les quarts de finale à Rosmalen en 1997 mais surtout les huitièmes de finale au Masters de Paris-Bercy en 1996.

## Palmarès

### Titre en double messieurs
| No | Date       | Nom et lieu du tournoi                            | Catégorie    | Dotation  | Surface      | Partenaire       | Finalistes                 | Score         |  |
| -- | ---------- | ------------------------------------------------- | ------------ | --------- | ------------ | ---------------- | -------------------------- | ------------- |  |
| 1  | 06-06-1994 | Continental Grass Court Championships Bois-le-Duc | World Series | 288 750 $ | Gazon (ext.) | Stephen Noteboom | Diego Nargiso Peter Nyborg | 6-3, 1-6, 7-6 |  |

### Finales en double messieurs
| No | Date       | Nom et lieu du tournoi               | Catégorie           | Dotation  | Surface         | Vainqueurs                       | Partenaire     | Score         |  |
| -- | ---------- | ------------------------------------ | ------------------- | --------- | --------------- | -------------------------------- | -------------- | ------------- |  |
| 1  | 16-10-1995 | Nokia Open Pékin                     | World Series        | 303 000 $ | Moquette (int.) | Tommy Ho Sébastien Lareau        | Dick Norman    | 7-6, 7-6      |  |
| 2  | 14-07-1997 | Legg Mason Tennis Classic Washington | Championship Series | 550 000 $ | Dur (ext.)      | Luke Jensen Murphy Jensen        | Neville Godwin | 6-4, 6-4      |  |
| 3  | 06-04-1998 | Estoril Open Estoril                 | Int' Series         | 600 000 $ | Terre (ext.)    | Donald Johnson Francisco Montana | David Roditi   | 6-1, 2-6, 6-1 |  |

## Parcours dans les tournois duGrand Chelem

### En simple
| Année | Open d'Australie | Open d'Australie | Internationaux de France | Internationaux de France | Wimbledon       | Wimbledon | US Open | US Open |
| ----- | ---------------- | ---------------- | ------------------------ | ------------------------ | --------------- | --------- | ------- | ------- |
| 1993  | —                | —                | —                        | —                        | 1er tour (1/64) | C. Costa  | —       | —       |
| 1997  | 1er tour (1/64)  | F. Dewulf        | —                        | —                        | —               | —         | —       | —       |

N.B. : à droite du résultat se trouve le nom de l'ultime adversaire.

### En double
| Année | Open d'Australie               | Open d'Australie          | Internationaux de France     | Internationaux de France | Wimbledon                   | Wimbledon                    | US Open                     | US Open                  |
| ----- | ------------------------------ | ------------------------- | ---------------------------- | ------------------------ | --------------------------- | ---------------------------- | --------------------------- | ------------------------ |
| 1994  | —                              | —                         | —                            | —                        | 1er tour (1/32) S. Noteboom | S. Cannon D. Macpherson      | —                           | —                        |
| 1995  | —                              | —                         | —                            | —                        | 2e tour (1/16) S. Noteboom  | M.-K. Goellner I. Kafelnikov | —                           | —                        |
| 1996  | 1er tour (1/32) L.-A. Wahlgren | P. Galbraith A. Olhovskiy | —                            | —                        | —                           | —                            | 2e tour (1/16) S. Noteboom  | D. Flach D. Wheaton      |
| 1997  | 1/8 de finale S. Noteboom      | E. Ferreira P. Galbraith  | 1er tour (1/32) E. Sánchez   | T. Carbonell F. Roig     | 1/8 de finale S. Noteboom   | D. Johnson F. Montana        | 2e tour (1/16) S. Noteboom  | A. Berasategui D. Roditi |
| 1998  | 1er tour (1/32) S. Noteboom    | P. Galbraith B. Steven    | 1er tour (1/32) J. Siemerink | M. Knowles D. Nestor     | 2e tour (1/16) J. Siemerink | J. Eltingh P. Haarhuis       | 1er tour (1/32) S. Noteboom | L. Bale D. Sapsford      |

N.B. : le nom du ou de la partenaire se trouve sous le résultat ; le nom des ultimes adversaires se trouve à droite.